# Mörk lundlav
Mörk lundlav (Bacidia auerswaldii) är en lavart som först beskrevs av Hepp ex Stizenb., och fick sitt nu gällande namn av Mig. Mörk lundlav ingår i släktet Bacidia och familjen Ramalinaceae.  Arten är reproducerande i Sverige. Inga underarter finns listade i Catalogue of Life.